# Longmen, Xinluo
Longmen är ett stadsdelsdistrikt i sydöstra Kina. Det ligger i stadsdistriktet Xinluo i staden Longyan i provinsen Fujian, omkring 260 kilometer sydväst om provinshuvudstaden Fuzhou. Antalet invånare är 42 837. Befolkningen består av 19 839 kvinnor och 22 998 män. Barn under 15 år utgör 14,0 %, vuxna 15-64 år 78 %, och äldre över 65 år 6,0 %.